# 그의 형제
그의 형제(His Brother, Son Frere)는 프랑스에서 제작된 파트리스 쉐로 감독의 2003년 드라마 영화이다. 브뤼노 토데쉬니 등이 주연으로 출연하였고 피에르 슈발리에 등이 제작에 참여하였다.

## 출연

### 주연
- 브뤼노 토데쉬니
- 에릭 카라바카
- 나탈리 부테푸
- 모리스 가렐
- 캐서린 페런
- 앤트워넷 모야
- 실베인 자크
- 프레드 윌리스
- 로벵송 스테브넹

## 제작진
- 의상: 캐롤라인 드 비베스